# Paul Hurst (Schauspieler)

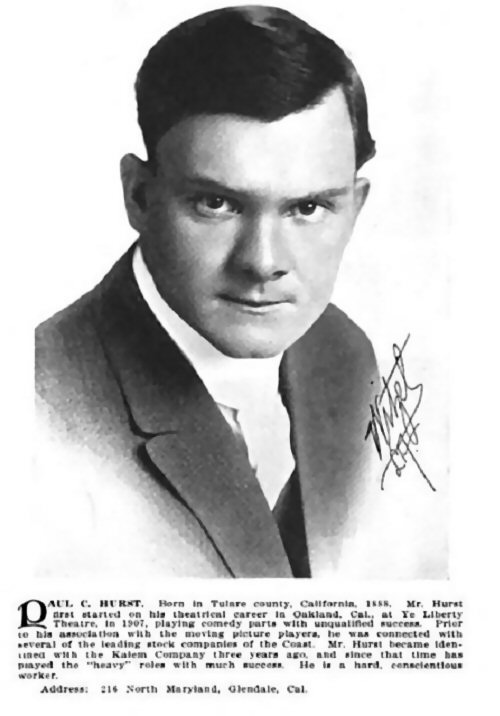
Paul Hurst (1914)

Paul Causey Hurst (* 15. Oktober 1888 in Traver, Kalifornien; † 27. Februar 1953 in Los Angeles, Kalifornien) war ein US-amerikanischer Schauspieler, Regisseur und Drehbuchautor.

## Leben
Paul Hurst wuchs auf einer Ranch in Kalifornien auf und arbeitete schon in jungen Jahren für Henry Millers zahlreiche Farmen. Er begann seine Karriere als Theaterschauspieler in Oakland im Jahre 1907, hatte zunächst jedoch wenig Erfolg. 1912 gab er im Alter von 24 Jahren sein Filmdebüt im Drama Jean of the Jail. Hurst arbeitete schon zwei Jahre später nicht nur als Schauspieler, sondern auch als Regisseur sowie gelegentlich als Drehbuchautor. Bis zum Ende der Stummfilmzeit war Hurst als Regisseur für mehr als 50 Filme verantwortlich, auch produzierte er einen Film und war Drehbuchautor oder Szenarist bei sechs Filmen. Der Wechsel in den Tonfilm gelang Hurst Ende der 1920er-Jahre problemlos, wenngleich er nach 1927 nur noch als Schauspieler tätig war.
Mit seiner bulligen Statur und einer tiefen Stimme war der Schauspieler Hurst eine bevorzugtze Besetzung in heute zumeist vergessenen B-Movie-Western. Meistens wurde er in der Rolle des etwas störrischen, rauen Westerners besetzt. Dabei hatte er aber auch Nebenrollen außerhalb des Westerngenres in Filmen wie The Gay Deception und Alexander’s Ragtime Band. Hurst wurde häufig als komischer Sidekick in Western zu Hauptdarstellern wie John Wayne und Monte Hale eingesetzt, seine heute vielleicht bekanntesten Auftritte waren allerdings Schurkenrollen: In Vom Winde verweht wird er als gefährlicher Yankeedeserteur von Scarlett O’Hara erschossen und in Ritt zum Ox-Bow verkörperte er einen sadistischen Alkoholiker, der zusammen mit einem Mob Selbstjustiz an drei unschuldigen Menschen verübt. Er arbeitete bis in sein Todesjahr als Schauspieler an insgesamt über 340 Filmen. Seinen letzten Auftritt hatte er unter Regie von John Ford in Wem die Sonne lacht.
Hurst heiratete 1919 die russischstämmige Schauspielerin Hedda Nova (1899–1981). Er beging im Alter von 64 Jahren Suizid, kurz nachdem man bei ihm Krebs im unheilbaren Stadium festgestellt hatte. Der Darsteller liegt auf dem Friedhof in Reedley bestattet.

## Filmografie (Auswahl)
Als Schauspieler, wenn nicht anders angegeben
- 1912: Jean of the Jail (Kurzfilm)
- 1915: Stingaree
- 1923: Der Glöckner von Notre Dame (The Hunchback of Notre Dame)
- 1927: Der Teufel im Sattel (The Devil’s Saddle)
- 1927: Kampf im Tal der Riesen (The Valley of the Giants)
- 1927: Jackie, der Schiffsjunge (Buttons)
- 1928: Die Kosaken (The Cossacks)
- 1928: Zeit des Flieders (Lilac Time)
- 1929: Goldjäger in Kalifornien (Tide of Empire)
- 1930: Der Heldenritt im wilden Westen (Lucky Larkin)
- 1930: Das Geheimnis des Ingenieurs Nelson (Shadow of the Law)
- 1931: Helden der Unterwelt (Bad Company)
- 1931: The Secret Six
- 1932: Mein Freund, der König (My Pal, the King)
- 1932: Die Grosse Stampede (The Big Stampede)
- 1932: The Thirteenth Guest
- 1932: Insel der verlorenen Seelen (1932) (Island of Lost Souls)
- 1933: Ganovenbraut (Hold Your Man)
- 1933: Die Hafen-Annie (Tugboat Annie)
- 1933: Königin Christine (Queen Christina)
- 1934: Charlie Chan's Courage
- 1934: Novak liebt Amerika (Romance in Manhattan)
- 1934: Sequoia – Herrin der Wildnis (Sequoia)
- 1935: Mississippi
- 1935: The Case of the Curious Bride
- 1935: Herr Sherlock und Frau Holmes (Star of Midnight)
- 1935: The Gay Deception
- 1936: Riffraff
- 1936: Der Rächer (Robin Hood of El Dorado)
- 1936: Mr. Deeds geht in die Stadt (Mr. Deeds Goes to Town)
- 1937: Unter vier Augen (This Is My Affair)
- 1937: Das Sklavenschiff (Slave Ship)
- 1937: Danger – Love at Work
- 1937: Ali Baba geht in die Stadt (Ali Baba Goes to Town)
- 1937: Second Honeymoon
- 1938: Chicago (In Old Chicago)
- 1938: Shirley auf Welle 303 (Rebecca of Sunnybrook Farm)
- 1938: Alexander’s Ragtime Band
- 1938: Topper geht auf Reisen (Topper Takes a Trip)
- 1939: Irrwege der Liebe (Broadway Serenade)
- 1939: Todesangst bei jeder Dämmerung (Each Dawn I Die)
- 1939: Remember?
- 1939: Vom Winde verweht (Gone with the Wind)
- 1940: Der große Edison (Edison, the Man)
- 1940: Tropische Zone (Torrid Zone)
- 1940: Nachts unterwegs (They Drive by Night)y
- 1940: Der Westerner (The Westerner)
- 1940: Spring Parade
- 1941: Tall, Dark and Handsome
- 1941: Die kleinen Träume von der weiten Welt (The Great Mr. Nobody)
- 1941: This Woman Is Mine
- 1942: Ritt zum Ox-Bow (The Ox-Bow Incident)
- 1943: Coney Island
- 1943: The Sky’s the Limit
- 1943: Jack London
- 1943: Der 7. Dezember (December 7th, Dokumentarfilm)
- 1944: Sommerstürme (Summer Storm)
- 1945: Dolly Sisters (The Dolly Sisters)
- 1945: Liebe in der Wildnis (Dakota)
- 1946: Der Mann aus Virginia (The Virginian)
- 1946: Der Bandit von Sacramento (In Old Sacramento)
- 1946: Karten, Kugeln, Banditen (Plainsman and the Lady)
- 1947: Der schwarze Reiter (Angel and the Badman)
- 1948: Der Rächer von Los Angeles (Old Los Angeles)
- 1948: Herrin der toten Stadt (Yellow Sky)
- 1950: The Old Frontier
- 1952: Marihuana (Big Jim McLain)
- 1952: Der Löwe von Arizona (Toughest Man in Arizona)
- 1953: Wem die Sonne lacht (The Sun Shines Bright)